# The Serpent (miniserie televisiva)
The Serpent è una miniserie televisiva britannica ideata da Mammoth Screen per BBC One e Netflix. 
La serie racconta la vita e i crimini dell'assassino seriale Charles Sobhraj.

## Trama
Un commerciante di gemme preziose, seduttivo manipolatore, individua e circuisce fragili turisti occidentali in visita a Bangkok, sottraendo loro documenti e denaro. Sulle sue tracce un giovane segretario dell’ambasciata dei Paesi Bassi.

## Puntate
| nº | Titolo originale | Titolo italiano | Pubblicazione originale | Pubblicazione Italia |
| -- | ---------------- | --------------- | ----------------------- | -------------------- |
| 1  | Episode 1        | Episodio 1      | 2 aprile 2021           | 2 aprile 2021        |
| 2  | Episode 2        | Episodio 2      | 2 aprile 2021           | 2 aprile 2021        |
| 3  | Episode 3        | Episodio 3      | 2 aprile 2021           | 2 aprile 2021        |
| 4  | Episode 4        | Episodio 4      | 2 aprile 2021           | 2 aprile 2021        |
| 5  | Episode 5        | Episodio 5      | 2 aprile 2021           | 2 aprile 2021        |
| 6  | Episode 6        | Episodio 6      | 2 aprile 2021           | 2 aprile 2021        |
| 7  | Episode 7        | Episodio 7      | 2 aprile 2021           | 2 aprile 2021        |
| 8  | Episode 8        | Episodio 8      | 2 aprile 2021           | 2 aprile 2021        |

## Distribuzione
Il primo episodio è stato presentato in anteprima sul canale BBC One il 1º gennaio 2021 e tutti gli otto episodi sono stati poi pubblicati sulla piattaforma BBC iPlayer. La BBC ha pubblicato le prime immagini della serie nel gennaio 2020. Il trailer è stato poi diffuso il 17 dicembre 2020. In Italia la miniserie è stata distribuita da Netflix a partire dal 2 aprile 2021.

## Riconoscimenti
- 2022 - Golden Globe
  - Candidatura per il miglior attore in una mini-serie o film per la televisione a Tahar Rahim